# 1382
سنة 1382 كانت سنة بسيطة تبدأ يوم الأربعاء (الرابط يظهر نموذج التقويم الكامل للسنة) من التقويم اليولياني.

## أحداث
- تأسيس مدينة هرسك نوفي وتقع حاليا في الجبل الأسود.
- تأسيس مدينة بيرشتوناس وتقع حاليا في ليتوانيا.
- نهاية حروب فرديناند في 1382 والتي بدأت في 1369.

## مواليد
- ويان داي غن
- الأشرف سيف الدين إينال

## وفيات
- لويس الأول المجري.
- جوفانا الأولى ملكة نابولي.
- فيليبا (كونتيسة ألستر الخامسة).
- نيكول أورسمه.